# Instituut Vergelijkende Regionale Integratiestudies

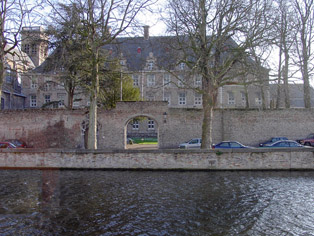
Grootseminarie in Brugge, waar UNI-CRIS gevestigd is

De United Nations University Institute on Comparative Regional Integration Studies (UNU-CRIS) is een onderzoeksinstituut van de Verenigde Naties (VN). Het bestaat sinds 2001 en is gevestigd in het Grootseminarie van Brugge. Het is een deel van de Universiteit van de Verenigde Naties en is gespecialiseerd in de vergelijkende studie van regionale integratie, het monitoren en evalueren van regionale integratie wereldwijd en de studie van interacties tussen regionale organisaties (bijvoorbeeld de Europese Unie, de Afrikaanse Unie en de Arabische Liga) en globale instellingen. 
Het doel is om beleidsrelevante kennis te produceren over nieuwe bestuurs- en samenwerkingsvormen en om bij te dragen tot de capaciteitsontwikkeling op het vlak van regionale integratie, voornamelijk in ontwikkelingslanden.

## Academische activiteiten
De kernactiviteit van UNU-CRIS is onderzoek. In overeenstemming met de algemene UNU-strategie dient dit onderzoek interdisciplinair, vergelijkend en probleemgericht te zijn. Daarbij is het van cruciaal belang om een zo groot mogelijke impact te genereren, zowel binnen de academische wereld als de beleidssfeer. 
Door middel van toegepast onderzoek wil UNU een grondige kennis opbouwen omtrent de institutionele en normatieve processen die een aanzienlijke invloed hebben op de wereld waarin we leven. 
Overeenkomstig de algemene UNU-missie, richten de activiteiten van UNU-CRIS zich op het leveren van belangrijke bijdragen aan beleidsrelevante kennis over nieuwe vormen van regionaal bestuur en samenwerking. Dit kan gerealiseerd worden door regionale integratieprocessen vanuit een vergelijkend perspectief te bestuderen. Hiervoor is een combinatie nodig van fundamenteel en toegepast onderzoek. 
De academische activiteiten van UNU-CRIS worden onderverdeeld in vier onderzoeksprogramma’s en één capaciteitsontwikkelingsprogramma die zich respectievelijk richten op: 
- het bestuderen van regio’s en regionale integratie vanuit een vergelijkend en meerlagig bestuursperspectief;
- het monitoren en beoordelen van regionale integratie in de wereld;
- het bestuderen van de globaal-regionale dimensies van vrede en veiligheid;
- het bestuderen van de socio-economische dimensies van regionale integratie;
- het aanbieden van onderwijsprogramma's.

Deze vijf programma’s zijn het resultaat van een lang proces dat begeleid werd door de UNU-CRIS adviesraad. Het resultaat zijn academische programma’s die een aantal coherente focuspunten behandelen, die onderling met elkaar verbonden zijn. Dankzij het doelgerichte onderzoek, is UNU-CRIS beter in staat haar opdracht te vervullen. Daarom combineert UNU-CRIS een politiek en socio-economisch perspectief, dat de nadruk legt op het verzamelen van gegevens en het bevorderen van theoretische debatten. 